# ミドルタウン (デラウェア州)
ミドルタウン（英: Middletown）は、アメリカ合衆国デラウェア州北部のニューキャッスル郡にある町。人口は2万3192人（2020年）。デラウェア州の自治体として人口で第4位であり、町では第1位である。

## 地理
ミドルタウンは北緯39度27分16秒 西経75度42分50秒 / 北緯39.45444度 西経75.71389度 (39.454352, -75.713816)に位置している。標高は69フィート (21.0 m) である。
アメリカ合衆国国勢調査局に拠れば、領域全面積は11.61平方マイル (30.1 km2) であり、このうち陸地11.61平方マイル (30.1 km2)、水域率は0.16%である。

## 人口動態
2012年の人種別構成は次のようになっていた。
- 人口: 19,483 人 
  - 白人 - 10,804 人(58.4%)
  - 黒人 - 4,863 人(26.3%)
  - ヒスパニック系 - 1,319 人(7.1%)
  - アジア系 - 940 人(5.1%)
  - 混血 - 491 人(2.7%)
  - アメリカ・イン - 29 人(0.2%)
  - その他の人種 - 31 人(0.2%)
  - 太平洋諸島系 - 18 人(0.10%)[3]

以下は2000年の国勢調査による人口統計データである。
| 基礎データ - 人口: 6,161 人 - 世帯数: 2,298 世帯 - 家族数: 1,631 家族 - 人口密度: 371.7人/km2（962.4 人/mi2） - 住居数: 2,514 軒 - 住居密度: 151.7軒/km2（392.7 軒/mi2） 人種別人口構成 - 白人: 94.42% - アフリカン・アメリカン: 1.30% - ネイティブ・アメリカン: 0.11% - アジア人: 0.78% - 太平洋諸島系: 0.02% - その他の人種: 1.93% - 混血: 1.44% - ヒスパニック・ラテン系: 5.29% | 年齢別人口構成 - 18歳未満: 30.9% - 18-24歳: 9.5% - 25-44歳: 33.5% - 45-64歳: 18.3% - 65歳以上: 7.9% - 年齢の中央値: 31歳 - 性比（女性100人あたり男性の人口） - 総人口: 90.7 - 18歳以上: 85.7 世帯と家族（対世帯数） - 18歳未満の子供がいる: 41.3% - 結婚・同居している夫婦: 48.5% - 未婚・離婚・死別女性が世帯主: 18.1% - 非家族世帯: 29.0% - 単身世帯: 22.9% - 65歳以上の老人1人暮らし: 8.5% - 平均構成人数 - 世帯: 2.68人 - 家族: 3.14人 | 収入と家計 - 収入の中央値 - 世帯: 41,663米ドル - 家族: 47,270米ドル - 性別 - 男性: 35,688米ドル - 女性: 30,044米ドル - 人口1人あたり収入: 18,517米ドル - 貧困線以下 - 対人口: 10.9% - 対家族数: 8.8% - 18歳未満: 12.7% - 65歳以上: 13.6% |

## 町の拡大と成長
ミドルタウンは近年領域を併合してその成長を加速させた。デラウェア州では成長速度の高い地域として知られている。2000年から2010年、町の人口は206.3%成長した（3倍以上になった）。町を中心として多くの裕福な住宅開発があった。
ミドルタウンの商業もそれに従って成長した。全国的な小売りと食品のチェーン店がこの地域でも開店し、アメリカ国道301号線回廊に沿ってかなり成長した。この成長は郊外スプロール現象の性格を持っており、これまでの成長パターンとは全く異なっている。
地域の急速な成長の結果として、2007年7月2日、独自の警察署を設立した。10月3日にはデラウェア州の周辺警察署から20人の警察官を集めて公式に運営を始めた。

## 交通
自動車専用道であるデラウェア州道1号線がミドルタウンの東を通っており、オデッサでは州道299号線に向けた出口がある。州道299号線はミドルタウンのメインストリートとなっている。アメリカ国道301号線はミドルタウンの直ぐ西を通っており、チェサピーク湾橋を通って南西に、サミット橋を通って北に進む。デラウェア州道15号線は田園部道路であり、ミドルタウンで国道301号線に吸収され、ドーバーやスマーナに行くことができる。州道71号線はミドルタウンから南に向かい、タウンゼントと国道13号線に至る。
DARTファースト・ステートがミドルタウンで通勤用バス停2か所を維持している。
ノーフォーク・サザン鉄道が運営する鉄道がミドルタウンの中央を走っている。アムトラックはデラウェア州祭が開催されている間のみ停車する。
町のすぐ北にサミット空港がある。この空港は民間用途に使われている。商業便のある最寄りの空港は ニューキャッスルにあるニューキャッスル空港であり、さらにフィラデルフィア市のフィラデルフィア国際空港からは多様な航空便を利用できる。

## 教育
ミドルタウンの公共教育はアポクィニミンク教育学区が管轄している。近年新しい小学校1校を建設し、地域の人口増加に対応し、他の小学校の混雑を緩和した。2005年から2006年の学校年度で定員を400人オーバーしたミドルタウン高校のために、2つ目の高校であるアポクィニミンク高校を建設し、2008年秋に開校した。町の北部にはセントジョージズ工業高校もある。
町には私立学校も3校ある。MOTチャータースクールとセントアン学校は幼稚園から8年生までを教え、セントアンドリューズ学校はエピスコパル教会デラウェア教区の管轄下にある共学寄宿学校である。
ウィルミントン大学が町内にある。

## 行事
ミドルタウンでは毎年8月にオールド・タイム・桃祭が開催されており、毎年数万人を集めている。町の中心にあるメインストリートが車両通行止めとなり、通りを降るパレードで祭が始まる。地元の芸術や歴史の展示、音楽のライブ、工芸品、ゲーム、時間制限のある桃の香りのトリートなど様々な食品が出される。祭と同じ日に5kのランと競歩があり、収益は地元のスポーツ振興団体に寄付される。
毎年レーバーデイにはM.O.T. ビッグ・ボール・マラソン大会が開催され、慈善事業にもなっている。このマラソンは24時間続き、あらゆる年齢の人々が参加して、事前登録したチームが規格より大きなソフトボールを使って野球を行うので、「ビッグ・ボール」という名前が付いた。2013年、24時間で65,000ドルが集められ、最高記録となった。
毎年、ハンマーズのパレードも開催されている。このパレードの名前は近くのフィラデルフィア市で開催されているママーズ・パレードをもじったものである。真剣に判定されるママーズとは異なり、ハンマーズの扮装は年間のニュース見出し、政治、有名人、地元の出来事を面白おかしくしたものとなっている。

## メディア
ミドルタウン、オデッサ、タウンゼントの地域を対象に「ミドルタウン・トランスクリプト」が発行されている。創刊は1868年1月4日であり、毎週木曜日に発行される週刊のコミュニティ紙である。

## 大衆文化の中で
ロビン・ウィリアムズが主演した1989年の映画『いまを生きる』は、そのほとんど全場面をセントアンドリューズ学校のグラウンドで撮影された。劇場のシーンはメインストリートにあるエバレット劇場で撮影された。
NBCテレビのドラマ『ザ・ホワイトハウス』の第44回、「2つの大聖堂」は、その一部がセントアンドリューズ学校で撮影された。同時の生徒であるトレバー・エディが若いバートレットの友人の役をこなし、興味ある演技を行った。

## 著名な出身者
- ドウェイン・ヘンリー、メジャーリーグベースボール選手、テキサス・レンジャーズ他、中日ドラゴンズや台湾プロ野球でも活躍した
- サイラス・シモンズ、ニグロリーグで活躍した野球選手、プロ野球選手としては最高齢となる111歳まで生きた
- トム・ヴァーレイン、ギタリスト、歌手、1970年代にアート・パンクのグループ、テレヴィジョンのメンバー、セントアンドリューズ学校卒